# B Boy Baby
"B Boy Baby" is een nummer geschreven door Phil Spector, Ellie Greenwich, Jeff Barry,en Angela Hunte. Het was geproduceerd door Salaam Remi voor Mutya Buena's album Real Girl uit 2007. De single kwam op 31 december 2007 in het Verenigd Koninkrijk uit.
De videoclip voor het nummer ging in het Verenigd Koninkrijk in première op 4 december 2007. Het is gefilmd in Millennium Square, Bristol.

## Nummers
CD
1. "B Boy Baby"
2. "Fast Car"
3. Video

D-z CDS (D-z Records)
1. Radio Edit
2. SoulSeekers Remix
3. Music Kidz Remix
4. Instrumental

### Versies
1. Radio Edit - 2:59
2. Album Version - 3:52
3. Instrumental - 3:52
4. Demo - 3:33
5. DJ Unknown Remix - 2:23
6. Music Kidz Remix - 5:34
7. Soulwax Mix - Onbekend
8. Desert Eagle Disc Remix - Onbekend
9. RPM Club Mix - 2:49
10. Soul Seekerz Remix - 6:38
11. Soul Seekerz Radio Edit - 3:16

## Hitnoteringen
| Chart (2007)                 | Peak position |
| ---------------------------- | ------------- |
| UK Singles Chart             | 73            |
| Ierland Singles Chart        | —             |
| D-z World Wide Singles Chart | 80            |